# Julie Berthelsen
Julie Ivalo Broberg Berthelsen, född 7 juni 1979 i Århus, är en dansk (grönländsk) sångare och låtskrivare.
Berthelsen är mest känd från TV-serien Popstars där hon slutade på andra plats. Efter tävlingen har hon dock fått mer uppmärksamhet än vinnaren av tävlingen. Berthelsen medverkade även som programledare under 2010 års Dansk Melodi Grand Prix.
Julie Berthelsen deltog i Dansk Melodi Grand Prix 2019 tillsammans med vännen Nina Kreutzmann Jørgensen. De uppträdde som Julie & Nina med melodin "League Of Light" som blev tvåa i finalen.